# Aviation Traders ATL-98 Carvair
Aviation Traders ATL-98 Carvair – brytyjski samolot transportowo-pasażerski, przystosowany do przewozu samochodów na swoim pokładzie wraz z pasażerami. Samolot jest głęboko zmodyfikowaną wersją pasażerskiego Douglas DC-4.

## Historia

### Geneza

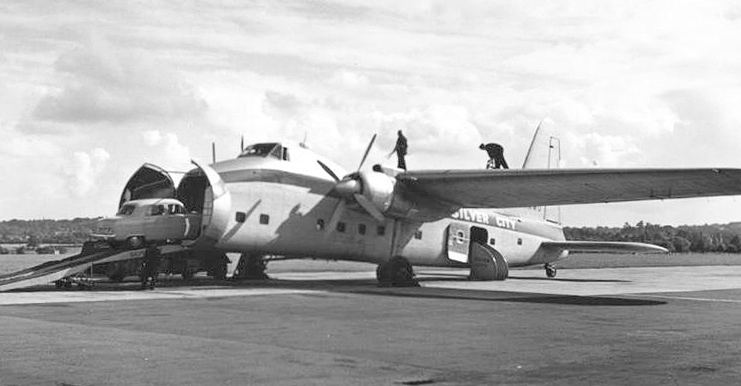
Załadunek samochodu na pokład Bristol 170 Freighter

Po zakończeniu II wojny światowej masowo rozwinął się ruch turystyczny. Turyści z Wielkiej Brytanii rozpoczęli inwazję na kontynent europejski, często w tego typu podróżach wykorzystywali własne samochody. W latach 40. i 50. XX wieku przewóz samochodu na drugą stronę kanału La Manche nie należał do zadań łatwych i prostych logistycznie. Ówcześnie istniejące połączenia promowe przystosowane były głównie do przewozu pasażerów. Samochody, podobnie jak i inne towary i ładunki, przenoszone były na pokład promów i ich ładowni przy użyciu portowych dźwigów. Ryzyko uszkodzenia samochodu podczas załadunku i wyładunku przy użyciu takiej metody było duże a ówczesne samochody nie należały do tanich. Aby ułatwić transport samochodów pomiędzy Anglią i Francją, linia lotnicza Silver City Airways wprowadziła do swojej floty samoloty Bristol Type 170 Freighter. Maszyny przystosowane były do przewozu dwóch samochodów wraz z pasażerami. W 1956 roku swoje usługi w przewozie samochodów i ich pasażerów zaczęła oferować również linia Channel Air Bridge, która rozpoczęła loty pomiędzy Wielką Brytanią a Belgią i Holandią. Channel Air Bridge podobnie jak i Silver City przewozy samochodowe realizowała przy użyciu maszyn Bristol Type 170 i jej kolejnej wersji Bristol Superfreighter zdolnej do przewozu trzech pojazdów. Jednak równolegle rozpoczęła poszukiwania samolotu, który zdolny byłby do przewozu większej liczby pojazdów, na dłuższym dystansie i z większą prędkością. Odpowiedniej maszyny nie było na rynku zatem zwrócono się o pomoc do przedsiębiorstwa Aviation Traders Limited. Było to o tyle proste, że oba przedsiębiorstwa należały do tej samej grupy kapitałowej Airwork Limited.

### Projekt

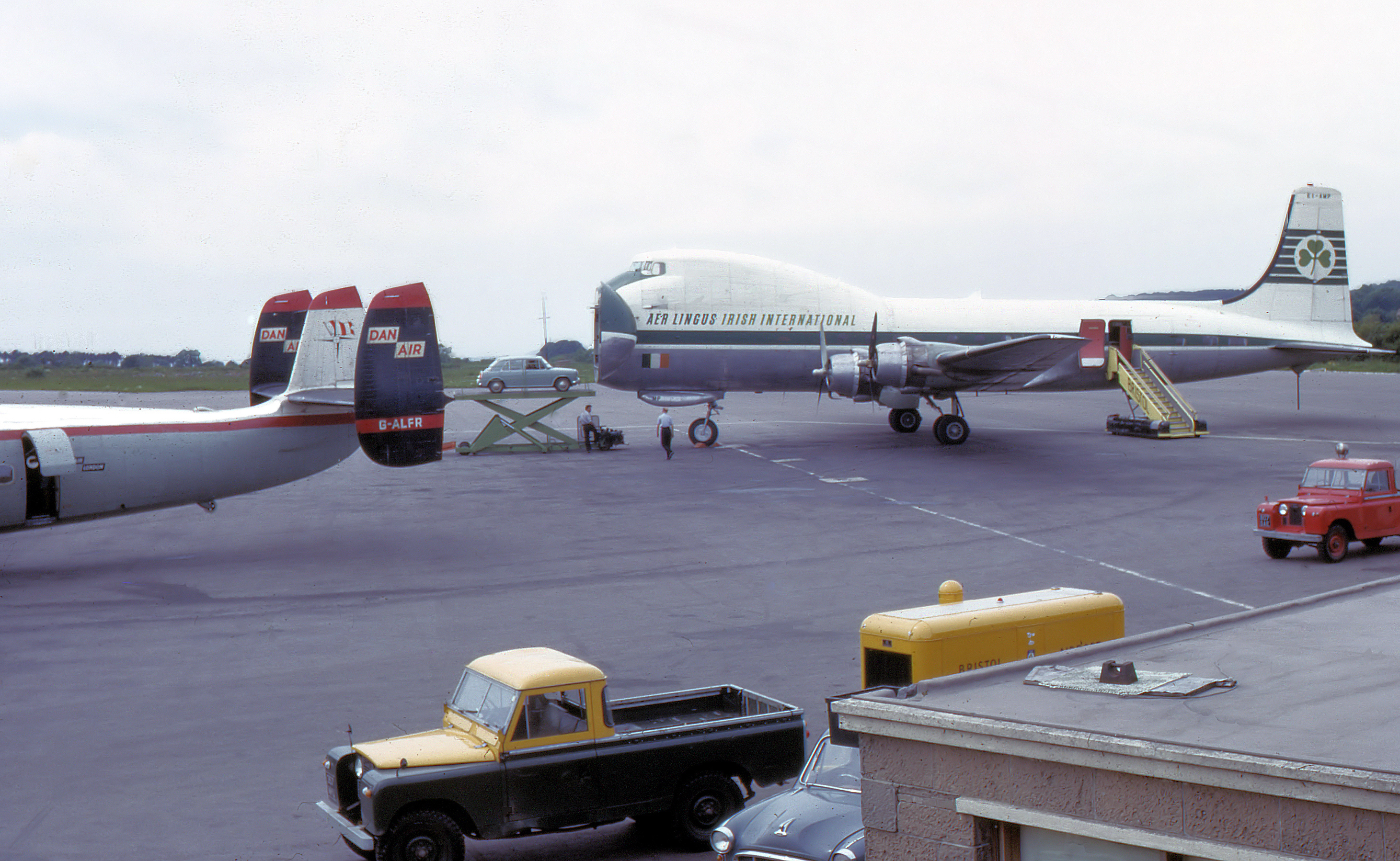
Załadunek samochodu na pokład ATL-98 Carvair

Aviation Traders Limited specjalizowała się w przebudowywaniu i modyfikowaniu istniejących samolotów, miała również doświadczenie w budowie własnych konstrukcji. Aby uniknąć zbędnych kosztów i czasu potrzebnego do budowy odpowiedniej maszyny od podstaw, podjęto decyzję o przebudowie samolotu DC-4. Była to konstrukcja bardzo rozpowszechniona wśród linii lotniczych po wojnie, ogólnodostępna na rynku wtórnym, tania w eksploatacji, solidna i wytrzymała. Nowy samolot otrzymał oznaczenie ATL-98 (ATL.98) i wybraną w drodze konkursu nazwę Carvair (od Car via air - samochód drogą powietrzną). Największej modyfikacji uległ przód samolotu. Kabinę pilotów przeniesiono nad pokład załadunkowy, wydłużono o 2,67 m kadłub samolotu a z przodu zainstalowano duże, odchylane na bok drzwi ładunkowe. Z tyłu kadłuba dodano duże, prostokątne okna i powiększono usterzenie pionowe samolotu. Pracę nad prototypem rozpoczęto w październiku 1960 roku. Do przebudowy wybrano samolot C-54B-DC latający wcześniej w barwach British United Airways, Air Charter, Braniff International Airways i World Airways. Gotowy prototyp do swojego pierwszego lotu wzniósł się 17 czerwca 1961 roku. Maszyna otrzymała znaki G-ANYB. Przed zbudowaniem latającego prototypu wszystkie założenia konstrukcyjne i wprowadzane modernizacje zostały sprawdzone w trakcie budowy nielatającej maszyny.

## Produkcja
Wybudowano w sumie 21 egzemplarzy samolotu, ostatni z nich w kwietniu 1969 roku. dziewiętnaście maszyn powstało na bazie C-54 przystosowanych po wojnie do zadań cywilnych a dwie poprzez przebudowę powstałych już po wojnie, czysto cywilnych samolotów wersji DC-4-1009. Większość z nich, w chwili rozpoczęcia prac modernizacyjnych miała za sobą około 20 lat służby.

## Eksploatacja
31 stycznia 1962 roku samolot otrzymał brytyjski certyfikat typu a w pół miesiąca później znalazł się we flocie Channel Air Bridge. 1 marca 1962 samolot rozpoczął regularne loty pomiędzy Southend i Rotterdamem. Jedenaście samolotów trafiło do British United Air Ferries (następczyni Channel Air Bridge i Silver City Airways), ostatnie samoloty użytkowane były przez British Air Ferries (jak od 1967 roku nazywała się linia) aż do 1978 (były to jednak maszyny przebudowane na wersję towarową). Ostatni regularny lot w wersji pasażersko-samochodowej wykonano w 1977 roku. Trzy samoloty trafiły do Aer Lingus. Pierwszy z nich (EI-AMP) rozpoczął rejsy w marcu 1963 roku, drugi (EI-AMR) miesiąc później a trzecie w 1964 roku. Z uwagi na wzrastającą konkurencję ze strony przewozów promowych w 1967 roku Aer Lingus wycofał z eksploatacji wszystkie ATL-98. Hiszpańska Aviaco wykorzystywała samolot do lotów z kontynentu na Majorkę. Dzięki swojej unikalnej konstrukcji samolot znalazł zastosowanie prawie na wszystkich kontynentach (z wyjątkiem Antarktydy) a ostatnie z nich eksploatowano jeszcze na początku XXI wieku. Z 21 samolotów, osiem uległo zniszczeniu w wyniku katastrof.